# Ligue de diamant 2019
Navigation
La 10e édition de la Ligue de diamant (en anglais : 2019 IAAF Diamond League) se déroule du 3 mai au 6 septembre 2019. Organisée par l'Association internationale des fédérations d'athlétisme, cette compétition regroupe comme lors des éditions précédentes quatorze meetings internationaux répartis sur quatre continents.
La Ligue de diamant 2019 débute le 3 mai 2019 à Doha et se poursuit à Shanghai, Stockholm, Rome, Oslo, Rabat, Eugene, Lausanne, Monaco, Londres, Birmingham et Paris. Le classement établi à l'issue des 12 premiers meetings détermine les qualifiés pour les finales, qui se déroulent successivement les 29 août et 6 septembre 2019 à Zurich et Bruxelles. Le vainqueur de chaque finale remporte le trophée de la Ligue de diamant 2019.

## Compétition

### Épreuves
| Sprint            | Demi-fond     | Fond    | Haies                                         | Sauts                                                         | Lancers                                            |
| ----------------- | ------------- | ------- | --------------------------------------------- | ------------------------------------------------------------- | -------------------------------------------------- |
| 100 m 200 m 400 m | 800 m 1 500 m | 5 000 m | 100 / 110 m haies 400 m haies 3 000 m steeple | Saut en hauteur Saut à la perche Saut en longueur Triple saut | Lancer du poids Lancer du javelot Lancer du disque |

### Calendrier
| #  | Date                  | Lieu       | Meeting                    | 100 | 200 | 400 | 800 | 1500 | 5000 | Stee | 110h | 400h | Haut | Perc | Long | Trip | Poid | Disq | Jave |
| -- | --------------------- | ---------- | -------------------------- | --- | --- | --- | --- | ---- | ---- | ---- | ---- | ---- | ---- | ---- | ---- | ---- | ---- | ---- | ---- |
| 1  | 3 mai 2019            | Doha       | Doha Diamond League        |     | H/F |     | H/F | H    | F    | H    | F    | F    | F    | H    | F    |      | H    | H    |      |
| 2  | 18 mai 2019           | Shanghai   | Shanghai Golden Grand Prix | H/F | F   | H/F |     | F    | H    | F    | H    | H    | H    | F    | H    |      | F    | F    | H/F  |
| 3  | 30 mai 2019           | Stockholm  | Bauhaus-Galan              |     | H   | H   | F   | H    | F    |      | F    | H    | F    | H    | H    |      |      | H    |      |
| 4  | 6 juin 2019           | Rome       | Golden Gala                | F   | H   | F   | H   | F    | H    | H    | H    | F    | H    | F    | F    | H    | H    | H    | F    |
| 5  | 13 juin 2019          | Oslo       | Bislett Games              | H   | F   |     |     | H    | H    | F    | F    | H/F  | F    | H    |      | F    | F    |      | H    |
| 6  | 16 juin 2019          | Rabat      | Meeting Mohammed-VI        | F   | H   | H   | H/F | F    |      |      | H    |      | H    | F    | H    |      |      | F    |      |
| 7  | 30 juin 2019          | Palo Alto  | Prefontaine Classic        | H   | F   | H   | F   | H    | F    | F    | H    | H    | F    | H    |      |      | H/F  |      |      |
| 8  | 5 juillet 2019        | Lausanne   | Athletissima               | F   | H   | F   | H   | H    | H    |      | H    | F    | F    | H    | H    | F    | F    |      | F    |
| 9  | 12 juillet 2019       | Monaco     | Meeting Herculis           | H   | F   | H   | H   | F    |      | H    | F    | F    | F    | H    |      | H/F  |      |      | H    |
| 10 | 20 et 21 juillet 2019 | Londres    | London Grand Prix          | H/F |     | H/F | H   | F    | F    |      | F    | F    | H    | F    | F    | H    | H    |      | F    |
| 11 | 18 août 2019          | Birmingham | Birmingham Grand Prix      | H   | F   | H   | F   | F    |      | F    | F    | H    | H    | F    | F    |      |      | F    | H    |
| 12 | 24 août 2019          | Paris      | Meeting de Paris           | F   | H   | F   | F   | H    |      | H    | H    | H    | H    | F    |      | H/F  | H    | F    |      |
| 13 | 29 août 2019          | Zurich     | Weltklasse                 | H   | F   | F   | H   | F    | H    | F    |      | H/F  | H    | H    | H    | F    | F    |      | H/F  |
| 14 | 6 septembre 2019      | Bruxelles  | Mémorial Van Damme         | F   | H   | H   | F   | H    | F    | H    | H/F  |      | F    | F    | F    | H    | H    | H/F  |      |

| H | Épreuves masculines | F | Épreuves féminines |  | Finales |

## Résultats

### Phase de qualification
Chaque épreuve donne lieu à des points attribués en fonction des performances. Depuis 2017, 8 points sont attribués pour le premier, 7 points pour le deuxième, 6 points pour le troisième, 5 points pour le quatrième, 4 points pour le cinquième, 3 points pour le sixième, 2 points pour le septième et 1 point pour le huitième (en 2016, seuls les 6 premiers recevaient des points). Le classement établi à l'issue des 12 premiers meetings détermine les qualifiés pour les finales, à Zurich et Bruxelles.
| Place  | 1er | 2e | 3e | 4e | 5e | 6e | 7e | 8e |
| Points | 8   | 7  | 6  | 5  | 4  | 3  | 2  | 1  |

#### Hommes

##### Courses
| # | Meeting    | 100 m                         | 200 m                               | 400 m                         | 800 m/1000 m                       | 1 500 m/Mile                              | 3 000/5 000 m                                | 110 m haies                      | 400 m haies                        | 3 000 m steeple                       |
| 1 | Doha       | —                             | Ramil Guliyev 19 s 99 (SB)          | —                             | Nijel Amos 1 min 44 s 29 (WL)      | Elijah Manangoi 3 min 32 s 21 (WL)        | —                                            | —                                | —                                  | Soufiane El Bakkali 8 min 7 s 22 (WL) |
| 2 | Shanghai   | Noah Lyles 9 s 86 (WL, PB)    | —                                   | Fred Kerley 44 s 81 (SB)      | —                                  | —                                         | Yomif Kejelcha 13 min 4 s 16 (WL)            | Omar McLeod 13 s 12 (SB)         | Abderrahman Samba 47 s 27 (WL, MR) | —                                     |
| 3 | Stockholm  | —                             | Aaron Brown 20 s 06 (SB)            | Michael Norman 44 s 53        | —                                  | Timothy Cheruiyot 3 min 35 s 79           | —                                            | —                                | Karsten Warholm 47 s 85            | —                                     |
| 4 | Rome       | —                             | Michael Norman 19 s 70 (WL, MR, PB) | —                             | Donavan Brazier 1 min 43 s 63 (WL) | —                                         | Telahun Haile Bekele 12 min 52 s 98 (WL, PB) | Sergueï Choubenkov 13 s 26 (SB)  | —                                  | —                                     |
| 5 | Oslo       | Christian Coleman 9 s 85 (WL) | —                                   | —                             | —                                  | Marcin Lewandowski 3 min 52 s 34 (WL, NR) | Selemon Barega 7 min 32 s 17 (WL, PB)        | —                                | Karsten Warholm 47 s 33 (AR, MR)   | —                                     |
| 6 | Rabat      | —                             | Andre De Grasse 20 s 19             | —                             | Nijel Amos 1 min 45 s 57           | —                                         | —                                            | Sergueï Choubenkov 13 s 12 (=MR) | —                                  | Getnet Wale 8 min 6 s 01 (WL, NR)     |
| 7 | Palo Alto  | Christian Coleman 9 s 81 (WL) | —                                   | Michael Norman 44 s 62        | —                                  | Timothy Cheruiyot 3 min 50 s 49 (WL)      | —                                            | Orlando Ortega 13 s 24           | Rai Benjamin 47 s 16 (WL, MR)      | —                                     |
| 8 | Lausanne   | —                             | Noah Lyles 19 s 50 (WL, MR, PB)     | —                             | Wyclife Kinyamal 1 min 43 s 78     | Timothy Cheruiyot 3 min 28 s 77 (WL, MR)  | Yomif Kejelcha 13 min 0 s 56                 | Orlando Ortega 13 s 05           | —                                  | —                                     |
| 9 | Monaco     | Justin Gatlin 9 s 91          | —                                   | Steven Gardiner 44 s 51       | Nijel Amos 1 min 41 s 89 (WL, MR)  | —                                         | —                                            | —                                | —                                  | Soufiane El Bakkali 8 min 4 s 82 (WL) |
| 10 | Londres    | Akani Simbine 9 s 93 (SB)     | —                                   | Akeem Bloomfield 44 s 40 (SB) | Ferguson Rotich 1 min 43 s 14      | —                                         | —                                            | —                                | —                                  | —                                     |
| 11 | Birmingham | Yohan Blake 10 s 07           | —                                   | Akeem Bloomfield 45 s 04      | —                                  | —                                         | —                                            | —                                | Yasmani Copello 49 s 08            | —                                     |
| 12 | Paris      | —                             | Noah Lyles 19 s 65 (MR)             | —                             | —                                  | Ronald Musagala 3 min 30 s 58 (NR, PB)    | —                                            | Daniel Roberts 13 s 08           | Karsten Warholm 47 s 26            | Soufiane El Bakkali 8 min 6 s 64      |
| Records et Performances - AR : Record continental (area record) - CR : Record des championnats (championship record) - MR : Record du meeting (meet record) - NR : Record national (national record) - OR : Record olympique (olympic record) - PR : Record paralympique (paralympic record) - PB : Record personnel (personal best) - SB : Meilleure performance personnelle de la saison (season's best) - WL : Meilleure performance mondiale de l'année (world leader) - WJR : Record du monde junior (world junior record) - WR : Record du monde (world record) Circonstances et Conditions - DNF : N'a pas terminé (did not finish) - DNS : N'a pas pris le départ (did not start) - DQ : Disqualification (disqualification) - NM : Aucun essai valable enregistré (No Mark) - Q : Qualifié « directement » au prochain tour (ou à la prochaine compétition), lors d'une compétition majeure, grâce au classement ou à la réalisation des minima (automatic qualifier) - q : Qualifié au prochain tour (ou à la prochaine compétition), lors d'une compétition majeure, grâce au repêchage ou à la réalisation de l'une des meilleures performances parmi celles des « non qualifiés directement » (grâce au meilleur temps ou à la meilleure distance par exemple) (secondary qualifier) |            |                               |                                     |                               |                                    |                                           |                                              |                                  |                                    |                                       |

##### Concours
| # | Meeting    | Saut en longueur              | Triple saut                       | Saut en hauteur               | Saut à la perche                | Lancer du poids                     | Lancer du disque                         | Lancer du javelot            |
| 1 | Doha       | —                             | —                                 | —                             | Sam Kendricks 5,80 m (SB)       | Ryan Crouser 22,13 m                | Daniel Ståhl 70,56 m (WL, MR)            | —                            |
| 2 | Shanghai   | Tajay Gayle 8,24 m            | —                                 | Wang Yu 2,28 m (SB)           | —                               | —                                   | —                                        | Andreas Hofmann 87,55 m (WL) |
| 3 | Stockholm  | Thobias Montler 8,22 m (PB)   | —                                 | —                             | Sam Kendricks 5,72 m            | —                                   | Daniel Ståhl 69,57 m                     | —                            |
| 4 | Rome       | —                             | Omar Craddock 17,50 m             | Bohdan Bondarenko 2,31 m (WL) | —                               | Konrad Bukowiecki 21,97 m (MR, PB)  | —                                        | —                            |
| 5 | Oslo       | —                             | —                                 | —                             | Sam Kendricks 5,91 m (SB)       | —                                   | —                                        | Johannes Vetter 85,27 m      |
| 6 | Rabat      | Juan Miguel Echevarría 8,34 m | —                                 | Bohdan Bondarenko 2,28 m      | —                               | —                                   | Fedrick Dacres 70,78 m (WL, DLR, MR, NR) | —                            |
| 7 | Palo Alto  | —                             | —                                 | —                             | Armand Duplantis 5,93 m         | Darlan Romani 22,61 m (AR, DLR, MR) | —                                        | —                            |
| 8 | Lausanne   | Juan Miguel Echevarría 8,32 m | —                                 | —                             | Piotr Lisek 6,01 m (WL, MR, NR) | —                                   | —                                        | —                            |
| 9 | Monaco     | —                             | Christian Taylor 17,82 m (MR, SB) | —                             | Piotr Lisek 6,02 m (WL, MR, NR) | —                                   | —                                        | Andreas Hofmann 87,84 m      |
| 10 | Londres    | —                             | Pedro Pablo Pichardo 17,53 m (SB) | Majededdin Ghazal 2,30 m      | —                               | —                                   | Daniel Ståhl 68,56 m (MR)                | —                            |
| 11 | Birmingham | —                             | —                                 | Brandon Starc 2,30 m          | —                               | —                                   | —                                        | Cheng Chao-tsun 87,75 m      |
| 12 | Paris      | —                             | Will Claye 18,06 m (=MR)          | Michael Mason 2,28 m          | —                               | Tomas Walsh 22,44 m (MR)            | —                                        | —                            |
| Records et Performances - AR : Record continental (area record) - CR : Record des championnats (championship record) - MR : Record du meeting (meet record) - NR : Record national (national record) - OR : Record olympique (olympic record) - PR : Record paralympique (paralympic record) - PB : Record personnel (personal best) - SB : Meilleure performance personnelle de la saison (season's best) - WL : Meilleure performance mondiale de l'année (world leader) - WJR : Record du monde junior (world junior record) - WR : Record du monde (world record) Circonstances et Conditions - DNF : N'a pas terminé (did not finish) - DNS : N'a pas pris le départ (did not start) - DQ : Disqualification (disqualification) - NM : Aucun essai valable enregistré (No Mark) - Q : Qualifié « directement » au prochain tour (ou à la prochaine compétition), lors d'une compétition majeure, grâce au classement ou à la réalisation des minima (automatic qualifier) - q : Qualifié au prochain tour (ou à la prochaine compétition), lors d'une compétition majeure, grâce au repêchage ou à la réalisation de l'une des meilleures performances parmi celles des « non qualifiés directement » (grâce au meilleur temps ou à la meilleure distance par exemple) (secondary qualifier) |            |                               |                                   |                               |                                 |                                     |                                          |                              |

#### Femmes

##### Courses
| # | Meeting    | 100 m                           | 200 m                            | 400 m                           | 800 m                                 | 1 500 m/Mile                                   | 3 000/5 000 m                                | 100 m haies                            | 400 m haies                       | 3 000 m steeple                           |
| 1 | Doha       | —                               | Dina Asher-Smith 22 s 26 (WL)    | —                               | Caster Semenya 1 min 54 s 98 (WL, MR) | —                                              | Hellen Obiri 8 min 25 s 60 (WL)              | Danielle Williams 12 s 66 (SB)         | Dalilah Muhammad 53 s 61 (WL, MR) | —                                         |
| 2 | Shanghai   | Aleia Hobbs 11 s 03 (SB)        | —                                | Salwa Eid Naser 50 s 65 (SB)    | -                                     | Rababe Arafi 4 min 1 s 15 (WL)                 | —                                            | —                                      | —                                 | Beatrice Chepkoech 9 min 4 s 53 (WL, MR)  |
| 3 | Stockholm  | —                               | Dina Asher-Smith 22 s 18 (WL)    | —                               | Ajee Wilson 2 min 0 s 87              | —                                              | Agnes Tirop 14 min 50 s 82 (WL)              | Kendra Harrison 12 s 52                | —                                 | —                                         |
| 4 | Rome       | Elaine Thompson 10 s 89 (WL)    | —                                | Salwa Eid Naser 50 s 26 (SB)    | —                                     | Genzebe Dibaba 3 min 56 s 28 (WL)              | —                                            | —                                      | Dalilah Muhammad 53 s 67          | —                                         |
| 5 | Oslo       | —                               | Dafne Schippers 22 s 56          | —                               | —                                     | —                                              | —                                            | Christina Clemons 12 s 69              | Sydney McLaughlin 54 s 16         | Norah Jeruto 9 min 3 s 71 (WL, MR)        |
| 6 | Rabat      | Blessing Okagbare 11 s 05       | —                                | Salwa Eid Naser 50 s 13         | Nelly Jepkosgei 1 min 59 s 50         | Genzebe Dibaba 3 min 55 s 47 (WL, MR)          | —                                            | —                                      | —                                 | —                                         |
| 7 | Palo Alto  | —                               | Blessing Okagbare 22 s 05        | —                               | Caster Semenya 1 min 55 s 70 (MR)     | —                                              | Sifan Hassan 8 min 18 s 49 (WL, AR, MR, DLR) | —                                      | —                                 | Beatrice Chepkoech 8 min 55 s 58 (WL, MR) |
| 8 | Lausanne   | Shelly-Ann Fraser-Pryce 10 s 74 | —                                | Salwa Eid Naser 49 s 17 (MR)    | —                                     | —                                              | —                                            | —                                      | Shamier Little 53 s 73            | —                                         |
| 9 | Monaco     | —                               | Shaunae Miller-Uibo 22 s 09 (SB) | —                               | —                                     | Sifan Hassan 4 min 12 s 33 (WR)                | —                                            | Kendra Harrison 12 s 43 (SB)           | Sydney McLaughlin 53 s 32 (WL)    | -                                         |
| 10 | Londres    | Shelly-Ann Fraser-Pryce 10 s 78 | —                                | Shericka Jackson 50 s 69        | —                                     | Laura Muir 3 min 58 s 25                       | Hellen Obiri 14 min 20 s 36 (WL, MR)         | Danielle Williams 12 s 30 (WL, NR, PB) | Rushell Clayton 54 s 16 (PB)      | —                                         |
| 11 | Birmingham | —                               | Shaunae Miller-Uibo 22 s 24      | —                               | Ajeé Wilson 2 min 0 s 76              | Konstanze Klosterhalfen 4 min 21 s 11 (MR, NR) | —                                            | Danielle Williams 12 s 46 (MR)         | —                                 | Beatrice Chepkoech 9 min 5 s 55 (MR)      |
| 12 | Paris      | Elaine Thompson 10 s 98         | —                                | Stephenie Ann McPherson 51 s 11 | Hanna Green 1 min 58 s 39             | —                                              | —                                            | —                                      | —                                 | —                                         |
| Records et Performances - AR : Record continental (area record) - CR : Record des championnats (championship record) - MR : Record du meeting (meet record) - NR : Record national (national record) - OR : Record olympique (olympic record) - PR : Record paralympique (paralympic record) - PB : Record personnel (personal best) - SB : Meilleure performance personnelle de la saison (season's best) - WL : Meilleure performance mondiale de l'année (world leader) - WJR : Record du monde junior (world junior record) - WR : Record du monde (world record) Circonstances et Conditions - DNF : N'a pas terminé (did not finish) - DNS : N'a pas pris le départ (did not start) - DQ : Disqualification (disqualification) - NM : Aucun essai valable enregistré (No Mark) - Q : Qualifié « directement » au prochain tour (ou à la prochaine compétition), lors d'une compétition majeure, grâce au classement ou à la réalisation des minima (automatic qualifier) - q : Qualifié au prochain tour (ou à la prochaine compétition), lors d'une compétition majeure, grâce au repêchage ou à la réalisation de l'une des meilleures performances parmi celles des « non qualifiés directement » (grâce au meilleur temps ou à la meilleure distance par exemple) (secondary qualifier) |            |                                 |                                  |                                 |                                       |                                                |                                              |                                        |                                   |                                           |

##### Concours
| # | Meeting    | Saut en longueur                | Triple saut                    | Saut en hauteur                 | Saut à la perche                   | Lancer du poids             | Lancer du disque         | Lancer du javelot            |
| 1 | Doha       | Caterine Ibargüen 6,76 m (SB)   | —                              | Yaroslava Mahuchikh 1,96 m (PB) | —                                  | —                           | —                        | —                            |
| 2 | Shanghai   | —                               | —                              | —                               | Ekateríni Stefanídi 4,72 m (SB)    | Chase Ealey 19,58 m         | —                        | Lü Huihui 66.89 (MR)         |
| 3 | Stockholm  | —                               | —                              | Mariya Lasitskene 1,92 m        | —                                  | -                           | Denia Caballero 65,10 m  | —                            |
| 4 | Rome       | Malaika Mihambo 7,07 m (WL, PB) | —                              | —                               | Angelica Bengtsson 4,76 m (NR, PB) | —                           | —                        | Lü Huihui 66,47 m            |
| 5 | Oslo       | —                               | Caterine Ibargüen 14,79 m (WL) | Mariya Lasitskene 2,01 m (WL)   | —                                  | Gong Lijiao 19,51 m         | —                        | —                            |
| 6 | Rabat      | —                               | —                              | —                               | Sandi Morris 4,82 m (MR)           | —                           | Yaime Pérez 68,28 m (MR) | —                            |
| 7 | Palo Alto  | —                               | —                              | Mariya Lasitskene 2,04 m (MR)   | —                                  | Gong Lijiao 19,79 m         | —                        | —                            |
| 8 | Lausanne   | —                               | Caterine Ibargüen 14,89 m      | Mariya Lasitskene 2,02 m        | —                                  | Christina Schwanitz 19,04 m | —                        | Christin Hussong 66,59 m     |
| 9 | Monaco     | —                               | Yulimar Rojas 14,98 m          | Mariya Lasitskene 2,00 m        | —                                  | —                           | —                        | —                            |
| 10 | Londres    | Malaika Mihambo 7,02 m (MR)     | —                              | —                               | Anzhelika Sidorova 4,75 m          | —                           | —                        | Tatsiana Khaladovich 66,10 m |
| 11 | Birmingham | Nafissatou Thiam 6,86 m (NR)    | —                              | —                               | Ekateríni Stefanídi 4,72 m         | —                           | Yaime Pérez 64,87 m      | —                            |
| 12 | Paris      | —                               | Yulimar Rojas 15,05 m          | —                               | Alysha Newman 4,82 m (NR, PB)      | —                           | Denia Caballero 66,91 m  | —                            |
| Records et Performances - AR : Record continental (area record) - CR : Record des championnats (championship record) - MR : Record du meeting (meet record) - NR : Record national (national record) - OR : Record olympique (olympic record) - PR : Record paralympique (paralympic record) - PB : Record personnel (personal best) - SB : Meilleure performance personnelle de la saison (season's best) - WL : Meilleure performance mondiale de l'année (world leader) - WJR : Record du monde junior (world junior record) - WR : Record du monde (world record) Circonstances et Conditions - DNF : N'a pas terminé (did not finish) - DNS : N'a pas pris le départ (did not start) - DQ : Disqualification (disqualification) - NM : Aucun essai valable enregistré (No Mark) - Q : Qualifié « directement » au prochain tour (ou à la prochaine compétition), lors d'une compétition majeure, grâce au classement ou à la réalisation des minima (automatic qualifier) - q : Qualifié au prochain tour (ou à la prochaine compétition), lors d'une compétition majeure, grâce au repêchage ou à la réalisation de l'une des meilleures performances parmi celles des « non qualifiés directement » (grâce au meilleur temps ou à la meilleure distance par exemple) (secondary qualifier) |            |                                 |                                |                                 |                                    |                             |                          |                              |

### Finales et palmarès 2019

#### Hommes
| #  | Meeting   | 100 m             | 200 m              | 400 m                  | 800 m                              | 1 500 m/Mile                    | 3 000/5 000 m                        | 110 m haies            | 400 m haies                               | 3 000 m steeple          |
| 13 | Zurich    | Noah Lyles 9 s 98 | —                  | —                      | Donavan Brazier 1 min 42 s 70 (PB) | —                               | Joshua Cheptegei 12 min 57 s 41 (PB) | —                      | Karsten Warholm 46 s 92 (AR, WL, DLR, MR) | —                        |
| 14 | Bruxelles | —                 | Noah Lyles 19 s 74 | Michael Norman 44 s 26 | —                                  | Timothy Cheruiyot 3 min 30 s 22 | —                                    | Orlando Ortega 13 s 22 | —                                         | Getnet Wale 8 min 6 s 92 |

| #  | Meeting   | Saut en longueur                            | Triple saut              | Saut en hauteur         | Saut à la perche     | Lancer du poids     | Lancer du disque     | Lancer du javelot   |
| 13 | Zurich    | Juan Miguel Echevarría 8,65 m (WL, DLR, MR) | —                        | Andriy Protsenko 2,32 m | Sam Kendricks 5,93 m | —                   | —                    | Magnus Kirt 89,13 m |
| 14 | Bruxelles | —                                           | Christian Taylor 17,85 m | —                       | —                    | Tomas Walsh 22,30 m | Daniel Ståhl 68,68 m | —                   |

#### Femmes
| #  | Meeting   | 100 m                    | 200 m                                         | 400 m                   | 800 m                    | 1 500 m/Mile               | 3 000/5 000 m               | 100 m haies               | 400 m haies               | 3 000 m steeple                 |
| 13 | Zurich    | —                        | Shaunae Miller-Uibo 21 s 74 (WL, DLR, NR, PB) | Salwa Eid Naser 50 s 24 | —                        | Sifan Hassan 3 min 57 s 08 | —                           | —                         | Sydney McLaughlin 52 s 85 | Beatrice Chepkoech 9 min 1 s 71 |
| 14 | Bruxelles | Dina Asher-Smith 10 s 88 | —                                             | —                       | Ajee Wilson 2 min 0 s 24 | —                          | Sifan Hassan 14 min 26 s 26 | Danielle Williams 12 s 46 | —                         | —                               |

| #  | Meeting   | Saut en longueur       | Triple saut                    | Saut en hauteur          | Saut à la perche           | Lancer du poids              | Lancer du disque    | Lancer du javelot |
| 13 | Zurich    | —                      | Shanieka Ricketts 14,93 m (PB) | —                        | —                          | Gong Lijiao 20,31 m (WL, MR) | —                   | Lü Huihui 66,88 m |
| 14 | Bruxelles | Malaika Mihambo 7,03 m | —                              | Mariya Lasitskene 1,99 m | Ekateríni Stefanídi 4,83 m | —                            | Yaime Pérez 68,27 m | —                 |

## Légende
Records et Performances
- AR : Record continental (area record)
- CR : Record des championnats (championship record)
- MR : Record du meeting (meet record)
- NR : Record national (national record)
- OR : Record olympique (olympic record)
- PR : Record paralympique (paralympic record)
- PB : Record personnel (personal best)
- SB : Meilleure performance personnelle de la saison (season's best)
- WL : Meilleure performance mondiale de l'année (world leader)
- WJR : Record du monde junior (world junior record)
- WR : Record du monde (world record)

Circonstances et Conditions
- DNF : N'a pas terminé (did not finish)
- DNS : N'a pas pris le départ (did not start)
- DQ : Disqualification (disqualification)
- NM : Aucun essai valable enregistré (No Mark)
- Q : Qualifié « directement » au prochain tour (ou à la prochaine compétition), lors d'une compétition majeure, grâce au classement ou à la réalisation des minima (automatic qualifier)
- q : Qualifié au prochain tour (ou à la prochaine compétition), lors d'une compétition majeure, grâce au repêchage ou à la réalisation de l'une des meilleures performances parmi celles des « non qualifiés directement » (grâce au meilleur temps ou à la meilleure distance par exemple) (secondary qualifier)